# Dumari
Dumari (nepalski: डुमरी) – gaun wikas samiti we wschodniej części Nepalu w strefie Sagarmatha w dystrykcie Siraha. Według nepalskiego spisu powszechnego z 2001 roku liczył on 625 gospodarstw domowych i 3559 mieszkańców (1673 kobiet i 1886 mężczyzn).